# Hárslevelű

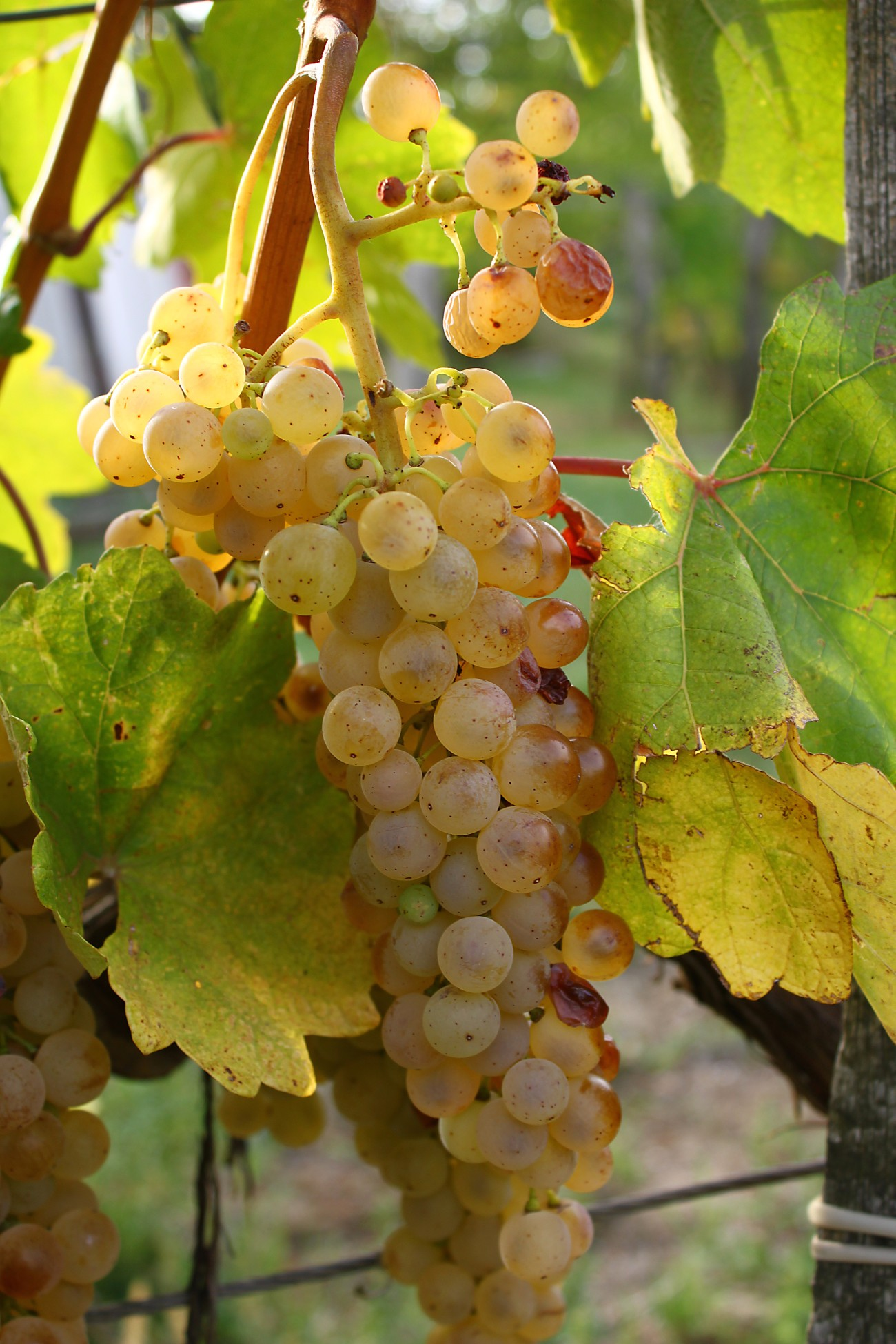
Hárslevelű druif

De Hárslevelű is een witte Hongaarse druivensoort, dat zowel droge als zoete wijn voortbrengt.

## Geschiedenis
Hárslevelű betekent met bladeren als die van de lindeboom. Door DNA-onderzoek is gebleken dat dit ras een kruising is van de Hongaarse druif Furmint en de oude Zwitserse variëteit Plantscher, die op zijn beurt van Hongaarse afkomst is en waarmee dus is aangetoond dat de Hárslevelű echt uit dit land afkomstig is.

## Kenmerken
Omdat de druif laat rijpt en een dunne schil heeft, is hij ideaal voor de botrytis ('edele rotting') in de Tokajregio. Hiermee worden zeer zoete witte wijn van gemaakt in een blend met de Furmint.
Hárslevelű is een productief ras, dat echter gevoelig is voor nachtvorst en ook voor echte meeldauw en droogte. Het voelt zich het beste thuis op vulkanische grond.
Als cépage kan Hárslevelű een goudgroene wijn leveren met een volle aromatische smaak van kruiden, pollen en vlierbloesem.

## Gebieden
De druif vindt men voornamelijk in de wijnregio's Tokaj, Eger, Mátra, Somló en Villány-Siklós. In totaal worden hier bijna 1700 hectare mee aangeplant. Hárslevelű is ook aangeplant Zuid-Afrika met 75 hectare en in Roemenië waar het in tegenstelling tot Hongarije droge wijn produceert.

## Synoniemen[1]
- Budai Goher
- Feuille de Tilleul
- Feuilles de Tilleul
- Frunza de Tei
- Frunze de Tei
- Gars Levelyu
- Garsh Levelye
- Garsleveliu
- Garsz Levelju
- Gorsh Levelyu

- Hachat Lovelin
- Harch Levelu
- Harchlevelu
- Hars Levelu
- Hars Levelue
- Hars Levelyu
- Harslevele
- Harst Leveliu
- Harzevelu
- Hosszunyelue Feher

- Kerekes
- Kereklevelue
- Lämmerschwanz
- Lämmerschwanz Weisser
- Lidenblättriger
- Lindenblätrige
- Lindenblättrige
- Lindenblättriger
- Lindenblütrige
- Lindener

- Lipolist
- Lipolist Biyali
- Lipovina
- Lipovina Bijela
- Musttafer
- Nöthab
- Tarpai
- Tokai
- Tokay
- Vörös